# 源義経に関する史跡・祭祀一覧
源義経に関する史跡・祭祀一覧（みなもとのよしつねにかんするしせき・さいしいちらん）

## 史跡
- 義経神社（北海道平取町）もとは幕吏近藤重蔵らが勧請、義経の木像を奉納したとされる。現社殿の造営・遷座は1961年。
- 義経寺（青森県東津軽郡外ヶ浜町）義経が津軽海を渡る為に祈祷をし、竜馬を与えられ渡海できたと伝えられている。
- 黒森山（九郎森山）（岩手県宮古市）横山八幡宮で鈴木三郎重家はこの地に残り義経一行の旅を祈った。
- 判官神社（岩手県宮古市箱石）義経を奉る神社。義経が彫ったとされる木彫りの像が奉られている。
- 赤沢地区（岩手県紫波郡紫波町）義経が馬術の修業を積んだ伝説が残る。
- 重染寺五輪塔（岩手県奥州市江刺）義経と忠臣鈴木三郎重家の菩提を弔おうと、重家の息子、小太郎重染が建てた重染寺にある供養塔。
- 正法寺（岩手県奥州市水沢）義経が歩くのに刀で刈り払って通ったため、片側のみにしか葉が茂らなくなったという「片葉の葦」の言い伝えがある。
- 雲際寺（岩手県奥州市衣川）自害直後の義経一家の遺体が運び込まれたとされ、義経夫妻の位牌が安置されていた。
- 接待館遺跡（岩手県奥州市衣川）義経が自害した衣川館の疑定地。
- 束稲山（岩手県奥州市/一関市/平泉町）山頂近くに義経の馬の蹄の跡が残る馬蹄石がある。
- 高館義経堂（岩手県平泉町）義経最期の場所とされる高舘に堂が建てられ、木造の義経像が安置されている。
- 金鶏山（岩手県平泉町）義経妻子の墓と伝わる五輪塔がある。
- 大夫黒顕彰碑（岩手県一関市千厩町）藤原秀衡が贈った義経の愛馬「大夫黒」の顕彰碑。
- 判官森（宮城県栗原市） 義経の胴体が葬られたとされる。
- 亀割峠（山形県最上郡最上町/新庄市）義経の北の方が若君を出産したと伝えられる。
- 鼠ヶ関（山形県鶴岡市）義経が奥州への逃避の際に上陸した地とされる[1]。
- 九郎明神社 （神奈川県川崎市） 義経が奥州から黄瀬川の陣に駆けつける際に一夜を過ごし、この地の豪族が源平合戦に従軍したとされる。
- 満福寺（神奈川県鎌倉市）義経が腰越状を書いたとされる寺。
- 白旗神社（神奈川県藤沢市） 義経の首が葬られたとされる。義経首洗井戸がある。
- 義経岩（富山県高岡市） 義経伝説の残る大岩。
- 鏡の宿（滋賀県竜王町） 平治物語で義経元服の地とされる。
- 鞍馬山（京都市左京区） 稚児として預けられた鞍馬寺、天狗修行の伝承がある僧正ヶ谷などがある。
- 大宮神社（大阪府大阪市旭区）平家追討の後、義経によって建立された神社。
- 吉水神社（奈良県吉野町） 頼朝の追手から逃れる義経が静御前、弁慶等と共に隠れ住んだ神社。
- 源九郎稲荷神社（奈良県大和郡山市）
- 大山祇神社（愛媛県今治市）義経奉納と伝わる国宝・赤糸威鎧がある。
- 大歳神社（山口県下関市）壇ノ浦の戦いにおける義経の戦勝祈願を由来とする神社。
- 岡城址（大分県竹田市） 緒方惟栄が義経を迎えるために築いたとされる城址。

## 像
- 神奈川県藤沢市、白旗神社境内の義経・弁慶像
- 富山県高岡市、義経記　如意の渡し　小矢部川河口近くにある渡し場　義経・弁慶の像。渡船廃止後、像は伏木駅前に移設。
- 石川県小松市、安宅の関跡にある義経・弁慶・富樫の像
- 静岡県伊豆市、鹿山公園の源義経像
- 京都府京都市、五条大橋そばの牛若・弁慶像
- 山口県下関市、みもすそ川公園の源義経像
- 徳島県小松島市、旗山の山頂にある源義経像

## 祭
- 源氏まつり
- 藤原まつり